# Chang Yani
Chang Yani (chinês simplificado: 昌雅妮; Xiantao, 7 de dezembro de 2001) é uma saltadora chinesa, campeã olímpica.

## Carreira
Chang venceu todas as quatro etapas do FINA Diving World Series de 2016 no evento sincronizado de plataforma mista de 10 metros junto com Tai Xiaohu. No FINA Diving World Series de 2017, Chang ganhou duas medalhas de ouro no evento sincronizado feminino de plataforma de 10 metros junto com Ren Qian.
Junto com Shi Tingmao, ela ganhou duas medalhas de ouro no evento feminino de trampolim sincronizado de 3 metros. A dupla se tornou campeã mundial no Campeonato Mundial de Esportes Aquáticos de 2017 em Budapeste. Elas ganharam ouro na Copa do Mundo de Saltos Ornamentais da FINA de 2018 e também nos Jogos Asiáticos de 2018.
No Campeonato Mundial de Esportes Aquáticos de 2019, Chang participou da final do trampolim de 1 metro, onde alcançou a sexta posição. Na mesma disciplina, Chang ganhou a prata nos Jogos Mundiais Militares de 2019.
Nos Jogos Olímpicos de Verão de 2024 em Paris, Chang, juntamente com Chen Yiwen, ganharam suas primeiras medalhas de ouro olímpicas no trampolim sincronizado feminino de 3m em 28 de julho de 2024. Ela então ganhou o bronze no trampolim feminino de 3m, apesar de "um primeiro mergulho instável [que] a viu na parte inferior da classificação".